# Ostra choroba retrowirusowa

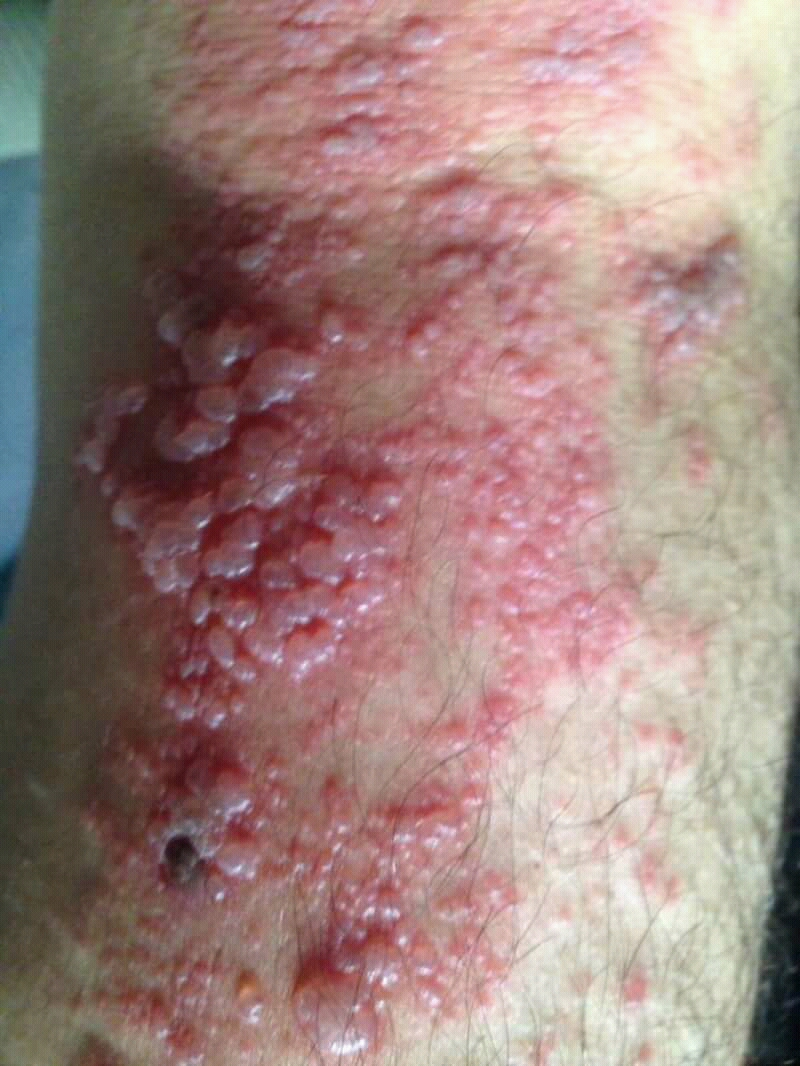
Zmiany skórne w przebiegu choroby

Ostra choroba retrowirusowa (ang. acute HIV infection, primary HIV infection, acute seroconversion syndrome) – pierwsza faza zakażenia wirusem HIV, pojawiająca się przed fazą latencji (ukrycia) i pełnoobjawowego AIDS.

## Objawy
Ostra choroba retrowirusowa rozwija się od kilku dni do kilku tygodni (zwykle 2–4 tygodnie) po zakażeniu wirusem. U większości pacjentów pojawiają się objawy podobne do grypy, gorączka, limfadenopatia (powiększone węzły chłonne), bóle mięśni, wysypka, bóle głowy, wymioty itd. Pacjenci mogą mieć wszystkie z powyższych objawów, część z nich lub żadne. Stan ten może trwać od kilku dni do nawet 10 tygodni, zwykle jednak mija po ok. 2 tygodniach.
W bardzo rzadkich przypadkach pojawia się objaw Bella.
Ostra choroba retrowirusowa bywa często mylnie diagnozowana np. jako grypa lub angina. Właściwe rozpoznanie ma jednak istotne znaczenie, m.in. ze względu na fakt, że pacjent posiada wysoki poziom zaraźliwości. Szacuje się, że nawet połowa nowych zakażeń HIV nastąpiła niedługo po zakażeniu i w trakcie trwania choroby.
Jak wykazują badania medyczne, im cięższe objawy i dłuższy okres trwania choroby tym szybszy jest postęp infekcji i przejście do fazy AIDS. Rozpoznanie ostrej choroby retrowirusowej jest ważne, gdyż zaraźliwość jest w tym okresie zwiększona.
| Objaw chorobowy  | Czułość |
| Gorączka         | 88%     |
| Złe samopoczucie | 73%     |
| Bóle mięśniowe   | 60%     |
| Wysypka          | 58%     |
| Bóle głowy       | 55%     |
| Nocne pocenie    | 50%     |
| Ból gardła       | 43%     |
| Limfadenopatia   | 38%     |
| Bóle stawów      | 28%     |
| Zatkanie nosa    | 18%     |

## Przyczyny
Podczas choroby następuje intensywne namnażanie się wirusa. Wiremia w okresie choroby przekracza wartość 100 tys./ml i może dojść nawet do kilkunastu milionów.